# Вальганьйон
Вальганьйон (ісп. Valgañón) — муніципалітет в Іспанії, у складі автономної спільноти Ла-Ріоха. Населення — 146 осіб (2009).
Муніципалітет розташований на відстані близько 220 км на північ від Мадрида, 55 км на захід від Логроньйо.

## Демографія
Динаміка населення (INE ):

## Галерея зображень

Розташування муніципалітету
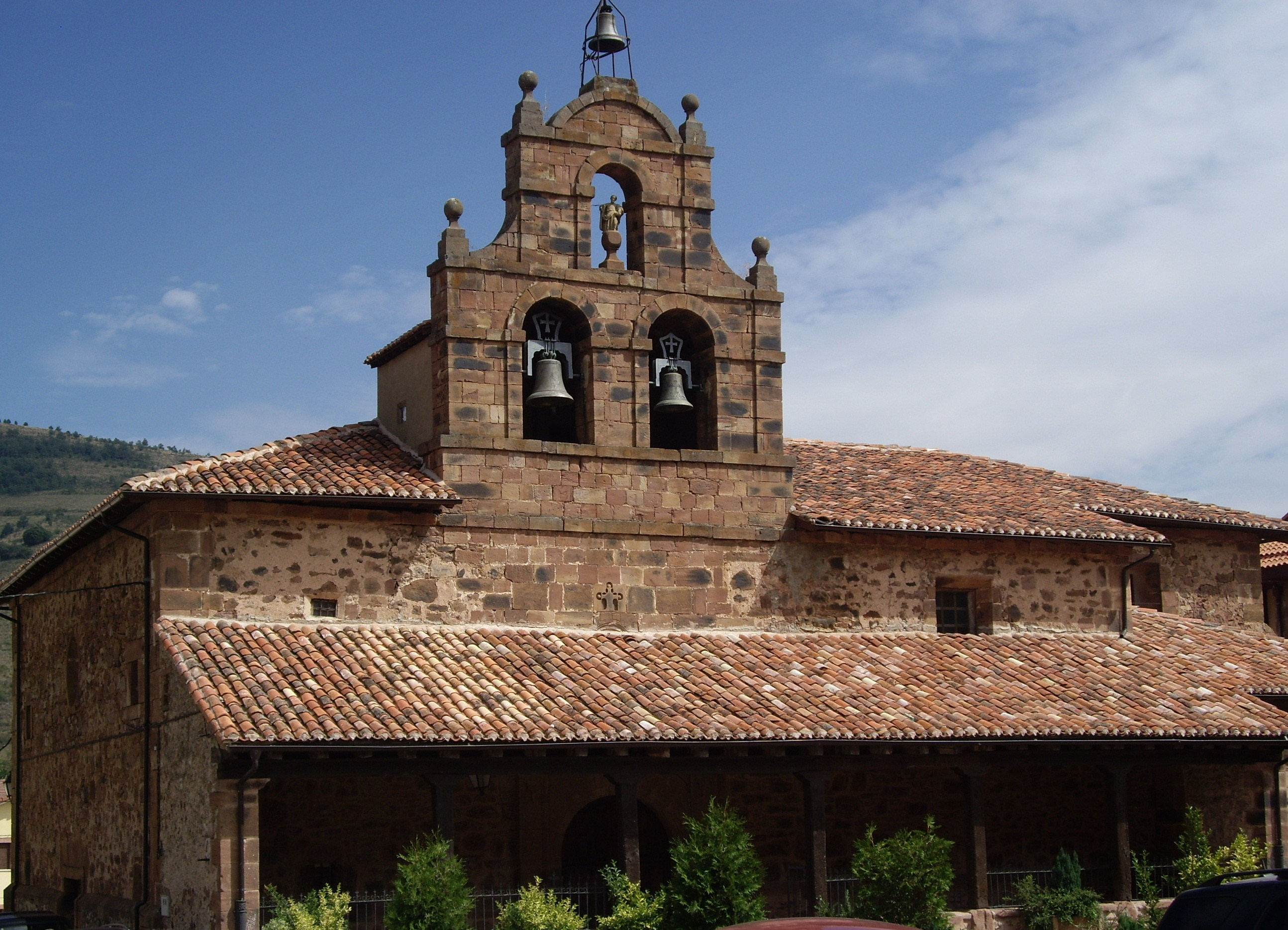
Церква Сан-Андрес